# 나의 찾기
나의 찾기(영어: Find My)는 애플이 제공하는, iOS 장치와 매킨토시의 위치를 검출하여 표시하는 응용 프로그램 및 서비스이다. 이 서비스는 iOS 5와 OS X 10.7.2 Lion 이후 아이클라우드에서 사용할 수 있다. 처음부터 OS에 있는 것이 아니라, iOS 5.0 이상에서 작동하는 iOS 장치에서 앱 스토어에서 무료로 다운로드 할 수 있다.

## 같이 보기
- 아이비콘